# 凌雲集團
河北凌雲工業集團有限公司，是在1966年成立，前身是国营利生机械厂、国营凌云机械厂，以及河北凌云机械厂，位于河北省涿州市，中国兵器工业集团公司旗下公司。現任董事長及總裁李喜增。
旗下上市公司凌云工业股份有限公司，在2003年8月於上海證券交易所上市。主要業務生產汽车金属零部件、非金属零部件和市政工程管道。其中地區哈尔滨、长春、沈阳、北京、定州、成都、重庆、武汉、芜湖、南京、盐城、海宁、上海、柳州、广州、深圳等中國生產居多，其次是瑞士、韩国。

## 外部連結
- 河北凌雲工業集團有限公司（中文）